# Erdbeben in Shaanxi 1556

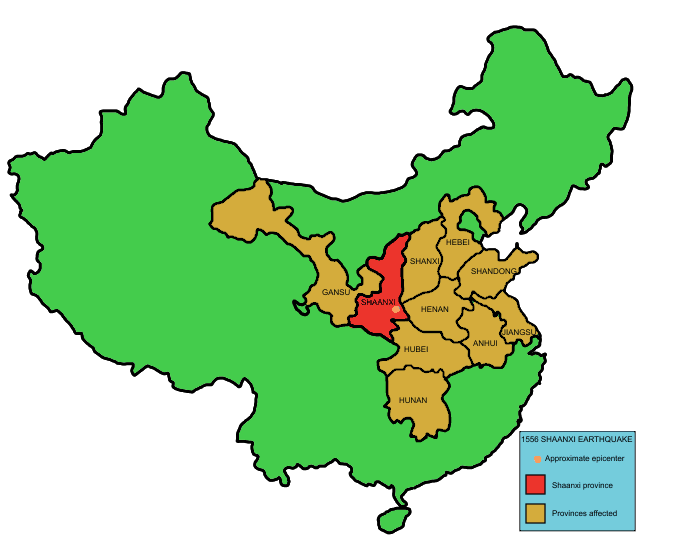
Karte Chinas (mit heutigen Provinzen und Grenzen), welche die Provinz Shaanxi (rot) und die anderen durch das Erdbeben betroffenen Provinzen (orange) zeigt.

Das Erdbeben in Shaanxi (chinesisch 华县大地震, Pinyin Huà xiàn dà dìzhèn) oder Jiajing-Erdbeben (嘉靖大地震,  Jiājìng dà dìzhèn) war das bislang folgenreichste Erdbeben in China und der Menschheitsgeschichte, allerdings nicht die folgenreichste Naturkatastrophe, die auch in China geschah (Flutkatastrophe in China 1931). Es ereignete sich am 23. Januar 1556 (nach anderen Quellen am 2. Februar 1556) in der chinesischen Provinz Shaanxi und forderte schätzungsweise 830.000 Todesopfer.

## Das Erdbeben
Heutige auf geologischen Untersuchungen basierende Schätzungen gehen von einer Erdbebenstärke von gut 8¼ auf der Momenten-Magnituden-Skala aus. Das Epizentrum des Bebens befand sich im Kreis Hua unweit des Hua Shan. In dem folgenden halben Jahr traten monatlich drei bis fünf stärkere Nachbeben auf. Bis drei Jahre nach dem Beben gab es regelmäßig weitere Nachbeben, bevor deren Auftreten nach fünf Jahren ganz abklang.

## Schäden
Insgesamt waren mehr als 97 Bezirke in den heutigen Provinzen Shaanxi, Shanxi, Henan, Hubei, Gansu, Hebei, Shandong, Anhui, Hunan und Jiangsu von den Erschütterungen betroffen. Starke Verwüstungen traten auf einer Fläche von ungefähr 1.000 km² auf.
In manchen Bezirken starben dabei über 60 % der Bevölkerung. Dies ist darauf zurückzuführen, dass in der damaligen Zeit ein Großteil der Bevölkerung in künstlichen, Yaodong genannten Höhlen lebte. Viele dieser in Berghänge aus Löss gebauten Wohnhöhlen brachen im Verlauf des Bebens in sich zusammen.
In der Nähe von Xi’an beschädigte das Erdbeben viele der Stelen im Stelenwald von Xi’an. Von den insgesamt 114 Stelen zerbrachen 40. Auch sank die Kleine Wildganspagode von 45 m Höhe auf 43,5 m zusammen.

## Zeitgeschichte
Zur Zeit des Erdbebens regierte Kaiser Jiajing der Ming-Dynastie das Kaiserreich China.
In einer chinesischen Chronik wurde das Ereignis wie folgt beschrieben:
Im Winter des Jahres 1556 gab es ein Erdbeben in den Provinzen Shanxi und Shaanxi. Der Bezirk Hua wurde von verschiedenen Unglücken heimgesucht. Berge sowie Flüsse änderten ihre Lage wie ihren Verlauf, und Straßen wurden dabei zerstört. An manchen Stellen wölbte sich entweder der Boden, um neue Hügel zu bilden oder er senkte sich, um Täler zu schaffen. In anderen Gegenden barsten plötzlich Bäche aus dem Boden oder aber er brach auf und formte neue Schluchten. Hütten, öffentliche Gebäude, Tempel und Stadtmauern brachen jäh in sich zusammen.
Der Gelehrte Qin Keda war ein Überlebender des Erdbebens. Er schrieb nicht nur dessen Verlauf nieder, sondern zog auch Lehren aus dem Ereignis: „Zu Beginn des Erdbebens hätten die Menschen nicht sofort ihre Behausungen verlassen, sondern sich zusammenkauern und auf ihr Glück warten sollen. Selbst wenn das Nest zerstört wird, können ein paar der darin liegenden Eier unbeschädigt bleiben.“